# Vestre Omfartsvej (Tønder)
 Vestre Omfartsvej  er en to-sporet omfartsvej, der går vest om Tønder. 
Den er med til at lede trafikken der skal mod grænsen og Tønder Flyveplads uden om Tønder, så byen ikke bliver belastet af for meget trafik.
Vejen forbinder en rundkørsel på Sekundærrute 419 i nord (og via den Møgeltønder Omfartsvej og Nordre Landevej) med Dyrhusvej i syd, og har forbindelse til Bargumsvej og Søndre Industrivej.